# 2019–2020-as román labdarúgó-bajnokság (első osztály)
A 2019–2020-as román labdarúgó-bajnokság (hivatalos nevén Casa Liga 1) a román labdarúgó-bajnokság legmagasabb szintű versenyének 102. alkalommal megrendezett bajnoki éve.
A bajnoki címvédő a CFR Cluj, mely a klub történetének 5. bajnoki címe.

## Csapatok
| FCSB                  | Universitatea Craiova | CFR Cluj | Chindia Târgoviște |
| --------------------- | --- | --- | ------------------ |
| Arena Națională       | Ion Oblemenco | Dr. Constantin Rădulescu | Ilie Oană          |
| Férőhely: 55 634      | Férőhely: 30 929 | Férőhely: 23 500 | Férőhely: 15 073   |
|                       | | |                    |
| Dinamo București      | Bukarest Universitatea Craiova CFR Cluj Chindia Târgoviște CSM Studențesc Iași FC Astra Giurgiu CS Gaz Metan Mediaș FC Botoșani Sepsi OSK FC Hermannstadt FC Viitorul Constanța FC Academica Clinceni Casa Liga 1 csapatai FCSB FC Dinamo București FC Voluntari Casa Liga 1 Bukarest környékbeli csapatai | Bukarest Universitatea Craiova CFR Cluj Chindia Târgoviște CSM Studențesc Iași FC Astra Giurgiu CS Gaz Metan Mediaș FC Botoșani Sepsi OSK FC Hermannstadt FC Viitorul Constanța FC Academica Clinceni Casa Liga 1 csapatai FCSB FC Dinamo București FC Voluntari Casa Liga 1 Bukarest környékbeli csapatai | Politehnica Iași   |
| Stadionul Dinamo      | Bukarest Universitatea Craiova CFR Cluj Chindia Târgoviște CSM Studențesc Iași FC Astra Giurgiu CS Gaz Metan Mediaș FC Botoșani Sepsi OSK FC Hermannstadt FC Viitorul Constanța FC Academica Clinceni Casa Liga 1 csapatai FCSB FC Dinamo București FC Voluntari Casa Liga 1 Bukarest környékbeli csapatai | Bukarest Universitatea Craiova CFR Cluj Chindia Târgoviște CSM Studențesc Iași FC Astra Giurgiu CS Gaz Metan Mediaș FC Botoșani Sepsi OSK FC Hermannstadt FC Viitorul Constanța FC Academica Clinceni Casa Liga 1 csapatai FCSB FC Dinamo București FC Voluntari Casa Liga 1 Bukarest környékbeli csapatai | Emil Alexandrescu  |
| Férőhely: 15 032      | Bukarest Universitatea Craiova CFR Cluj Chindia Târgoviște CSM Studențesc Iași FC Astra Giurgiu CS Gaz Metan Mediaș FC Botoșani Sepsi OSK FC Hermannstadt FC Viitorul Constanța FC Academica Clinceni Casa Liga 1 csapatai FCSB FC Dinamo București FC Voluntari Casa Liga 1 Bukarest környékbeli csapatai | Bukarest Universitatea Craiova CFR Cluj Chindia Târgoviște CSM Studențesc Iași FC Astra Giurgiu CS Gaz Metan Mediaș FC Botoșani Sepsi OSK FC Hermannstadt FC Viitorul Constanța FC Academica Clinceni Casa Liga 1 csapatai FCSB FC Dinamo București FC Voluntari Casa Liga 1 Bukarest környékbeli csapatai | Férőhely: 11 390   |
|                       | Bukarest Universitatea Craiova CFR Cluj Chindia Târgoviște CSM Studențesc Iași FC Astra Giurgiu CS Gaz Metan Mediaș FC Botoșani Sepsi OSK FC Hermannstadt FC Viitorul Constanța FC Academica Clinceni Casa Liga 1 csapatai FCSB FC Dinamo București FC Voluntari Casa Liga 1 Bukarest környékbeli csapatai | Bukarest Universitatea Craiova CFR Cluj Chindia Târgoviște CSM Studențesc Iași FC Astra Giurgiu CS Gaz Metan Mediaș FC Botoșani Sepsi OSK FC Hermannstadt FC Viitorul Constanța FC Academica Clinceni Casa Liga 1 csapatai FCSB FC Dinamo București FC Voluntari Casa Liga 1 Bukarest környékbeli csapatai |                    |
| Astra Giurgiu         | Bukarest Universitatea Craiova CFR Cluj Chindia Târgoviște CSM Studențesc Iași FC Astra Giurgiu CS Gaz Metan Mediaș FC Botoșani Sepsi OSK FC Hermannstadt FC Viitorul Constanța FC Academica Clinceni Casa Liga 1 csapatai FCSB FC Dinamo București FC Voluntari Casa Liga 1 Bukarest környékbeli csapatai | Bukarest Universitatea Craiova CFR Cluj Chindia Târgoviște CSM Studențesc Iași FC Astra Giurgiu CS Gaz Metan Mediaș FC Botoșani Sepsi OSK FC Hermannstadt FC Viitorul Constanța FC Academica Clinceni Casa Liga 1 csapatai FCSB FC Dinamo București FC Voluntari Casa Liga 1 Bukarest környékbeli csapatai | Gaz Metan Mediaș   |
| Marin Anastasovici    | Bukarest Universitatea Craiova CFR Cluj Chindia Târgoviște CSM Studențesc Iași FC Astra Giurgiu CS Gaz Metan Mediaș FC Botoșani Sepsi OSK FC Hermannstadt FC Viitorul Constanța FC Academica Clinceni Casa Liga 1 csapatai FCSB FC Dinamo București FC Voluntari Casa Liga 1 Bukarest környékbeli csapatai | Bukarest Universitatea Craiova CFR Cluj Chindia Târgoviște CSM Studențesc Iași FC Astra Giurgiu CS Gaz Metan Mediaș FC Botoșani Sepsi OSK FC Hermannstadt FC Viitorul Constanța FC Academica Clinceni Casa Liga 1 csapatai FCSB FC Dinamo București FC Voluntari Casa Liga 1 Bukarest környékbeli csapatai | Gaz Metan          |
| Férőhely: 8500        | Bukarest Universitatea Craiova CFR Cluj Chindia Târgoviște CSM Studențesc Iași FC Astra Giurgiu CS Gaz Metan Mediaș FC Botoșani Sepsi OSK FC Hermannstadt FC Viitorul Constanța FC Academica Clinceni Casa Liga 1 csapatai FCSB FC Dinamo București FC Voluntari Casa Liga 1 Bukarest környékbeli csapatai | Bukarest Universitatea Craiova CFR Cluj Chindia Târgoviște CSM Studențesc Iași FC Astra Giurgiu CS Gaz Metan Mediaș FC Botoșani Sepsi OSK FC Hermannstadt FC Viitorul Constanța FC Academica Clinceni Casa Liga 1 csapatai FCSB FC Dinamo București FC Voluntari Casa Liga 1 Bukarest környékbeli csapatai | Férőhely: 7814     |
|                       | Bukarest Universitatea Craiova CFR Cluj Chindia Târgoviște CSM Studențesc Iași FC Astra Giurgiu CS Gaz Metan Mediaș FC Botoșani Sepsi OSK FC Hermannstadt FC Viitorul Constanța FC Academica Clinceni Casa Liga 1 csapatai FCSB FC Dinamo București FC Voluntari Casa Liga 1 Bukarest környékbeli csapatai | Bukarest Universitatea Craiova CFR Cluj Chindia Târgoviște CSM Studențesc Iași FC Astra Giurgiu CS Gaz Metan Mediaș FC Botoșani Sepsi OSK FC Hermannstadt FC Viitorul Constanța FC Academica Clinceni Casa Liga 1 csapatai FCSB FC Dinamo București FC Voluntari Casa Liga 1 Bukarest környékbeli csapatai |                    |
| FC Botoșani           | Bukarest Universitatea Craiova CFR Cluj Chindia Târgoviște CSM Studențesc Iași FC Astra Giurgiu CS Gaz Metan Mediaș FC Botoșani Sepsi OSK FC Hermannstadt FC Viitorul Constanța FC Academica Clinceni Casa Liga 1 csapatai FCSB FC Dinamo București FC Voluntari Casa Liga 1 Bukarest környékbeli csapatai | Bukarest Universitatea Craiova CFR Cluj Chindia Târgoviște CSM Studențesc Iași FC Astra Giurgiu CS Gaz Metan Mediaș FC Botoșani Sepsi OSK FC Hermannstadt FC Viitorul Constanța FC Academica Clinceni Casa Liga 1 csapatai FCSB FC Dinamo București FC Voluntari Casa Liga 1 Bukarest környékbeli csapatai | Sepsi OSK          |
| Municipal             | Bukarest Universitatea Craiova CFR Cluj Chindia Târgoviște CSM Studențesc Iași FC Astra Giurgiu CS Gaz Metan Mediaș FC Botoșani Sepsi OSK FC Hermannstadt FC Viitorul Constanța FC Academica Clinceni Casa Liga 1 csapatai FCSB FC Dinamo București FC Voluntari Casa Liga 1 Bukarest környékbeli csapatai | Bukarest Universitatea Craiova CFR Cluj Chindia Târgoviște CSM Studențesc Iași FC Astra Giurgiu CS Gaz Metan Mediaș FC Botoșani Sepsi OSK FC Hermannstadt FC Viitorul Constanța FC Academica Clinceni Casa Liga 1 csapatai FCSB FC Dinamo București FC Voluntari Casa Liga 1 Bukarest környékbeli csapatai | Municipal          |
| Férőhely: 7782        | Bukarest Universitatea Craiova CFR Cluj Chindia Târgoviște CSM Studențesc Iași FC Astra Giurgiu CS Gaz Metan Mediaș FC Botoșani Sepsi OSK FC Hermannstadt FC Viitorul Constanța FC Academica Clinceni Casa Liga 1 csapatai FCSB FC Dinamo București FC Voluntari Casa Liga 1 Bukarest környékbeli csapatai | Bukarest Universitatea Craiova CFR Cluj Chindia Târgoviște CSM Studențesc Iași FC Astra Giurgiu CS Gaz Metan Mediaș FC Botoșani Sepsi OSK FC Hermannstadt FC Viitorul Constanța FC Academica Clinceni Casa Liga 1 csapatai FCSB FC Dinamo București FC Voluntari Casa Liga 1 Bukarest környékbeli csapatai | Férőhely: 5200     |
|                       | Bukarest Universitatea Craiova CFR Cluj Chindia Târgoviște CSM Studențesc Iași FC Astra Giurgiu CS Gaz Metan Mediaș FC Botoșani Sepsi OSK FC Hermannstadt FC Viitorul Constanța FC Academica Clinceni Casa Liga 1 csapatai FCSB FC Dinamo București FC Voluntari Casa Liga 1 Bukarest környékbeli csapatai | Bukarest Universitatea Craiova CFR Cluj Chindia Târgoviște CSM Studențesc Iași FC Astra Giurgiu CS Gaz Metan Mediaș FC Botoșani Sepsi OSK FC Hermannstadt FC Viitorul Constanța FC Academica Clinceni Casa Liga 1 csapatai FCSB FC Dinamo București FC Voluntari Casa Liga 1 Bukarest környékbeli csapatai |                    |
| Hermannstadt          | Voluntari | Viitorul Constanța | Academica Clinceni |
| Municipal             | Anghel Iordănescu | Viitorul | Clinceni           |
| Férőhely: 5000        | Férőhely: 4600 | Férőhely: 4554 | Férőhely: 4500     |
| Stadion-renovat-Sibiu | | |                    |

## Alapszakasz
Az alapszakaszban a 14 csapat kétszer mérkőzik egymással, csapatonként összesen 26 mérkőzést játszanak. Az első 6 csapat a felsőházban, a többiek az alsóházban folytatják a bajnokságot.

### Tabella
| Hely. | Csapat                | M  | Gy | D  | V  | G+ | G– | Gk  | P  | Továbbjutás |
| ----- | --------------------- | -- | -- | -- | -- | -- | -- | --- | -- | ----------- |
| 1.    | CFR Cluj              | 26 | 15 | 7  | 4  | 51 | 16 | +35 | 52 | Felsőház    |
| 2.    | Universitatea Craiova | 26 | 14 | 4  | 8  | 41 | 28 | +13 | 46 | Felsőház    |
| 3.    | Botoșani              | 26 | 12 | 9  | 5  | 36 | 30 | +6  | 45 | Felsőház    |
| 4.    | FCSB                  | 26 | 13 | 5  | 8  | 37 | 29 | +8  | 44 | Felsőház    |
| 5.    | Gaz Metan Mediaș      | 26 | 12 | 7  | 7  | 34 | 30 | +4  | 43 | Felsőház    |
| 6.    | Astra Giurgiu         | 26 | 13 | 6  | 7  | 38 | 29 | +9  | 42 | Felsőház    |
| 7.    | Viitorul Constanța    | 26 | 11 | 7  | 8  | 44 | 29 | +15 | 40 | Alsóház     |
| 8.    | Dinamo București      | 26 | 10 | 4  | 12 | 37 | 41 | −4  | 34 | Alsóház     |
| 9.    | Sepsi OSK             | 26 | 7  | 12 | 7  | 30 | 26 | +4  | 33 | Alsóház     |
| 10.   | Hermannstadt          | 26 | 5  | 10 | 11 | 26 | 44 | −18 | 25 | Alsóház     |
| 11.   | Chindia Târgoviște    | 26 | 6  | 7  | 13 | 29 | 47 | −18 | 25 | Alsóház     |
| 12.   | Politehnica Iași      | 26 | 5  | 7  | 14 | 26 | 40 | −14 | 22 | Alsóház     |
| 13.   | Academica Clinceni    | 26 | 4  | 10 | 12 | 30 | 47 | −17 | 22 | Alsóház     |
| 14.   | Voluntari             | 26 | 5  | 5  | 16 | 22 | 45 | −23 | 20 | Alsóház     |

1. több szerzett pont az összes mérkőzésen (egy győzelem 3 pont, egy döntetlen 1 pont, egy vereség 0 pont),
2. jobb gólkülönbség az azonosan álló csapatok között lejátszott mérkőzéseken
3. több lőtt gól az azonosan álló csapatok között

Ha két vagy több csapat a fenti három kritérium alapján is azonos eredménnyel áll, akkor a következők szerint kell meghatározni a sorrendet:
1. jobb gólkülönbség az összes mérkőzésen,
2. több lőtt gól az összes mérkőzésen.
3. több szerzett pont az azonosan álló csapatok között lejátszott mérkőzéseken,
4. Büntető rúgások, ha csak két csapatnak van azonos számú pontja, és a csoport utolsó fordulójában találkoztak, valamint az összes fenti kritérium alkalmazása után össze is megegyeznek a mutatóik. (nem használható, ha több mint két csapat áll azonos pontszámmal);
5. fair play pontszám (-1 pont egy sárga lapért, -3 pont két sárga lapot követő piros lapért, -4 pont egy azonnali piros lapért, -5 pont egy sárga lap és egy azonnali piros lapért);
6. UEFA club coefficiens alapján;
7. sorsolás

1. ↑  Astra Giurgiu csapatától 3 pontot levontak pénzügyi okok miatt.[1]

## Felsőház
Az alapszakasz hat legjobb csapata kétszer (csapatonként 10 mérkőzésen) találkozik egymással.A hozott pontokat megfelezik és felfelé kerekítik.

### Felsőházi tabella
| Hely. | Csapat                | M  | Gy | D | V | G+ | G– | Gk  | P  | Továbbjutás                         |
| ----- | --------------------- | -- | -- | - | - | -- | -- | --- | -- | ----------------------------------- |
| 1.    | CFR ClujB             | 10 | 7  | 2 | 1 | 17 | 7  | +10 | 49 | Bajnokok Ligája 1.selejtező forduló |
| 2.    | Universitatea Craiova | 9  | 7  | 0 | 2 | 17 | 14 | +3  | 44 | Európa-liga 1.selejtező forduló     |
| 3.    | Astra Giurgiu         | 8  | 3  | 3 | 2 | 12 | 8  | +4  | 33 |                                     |
| 4.    | Botoșani              | 10 | 2  | 3 | 5 | 10 | 12 | −2  | 32 | Európa-liga 1.selejtező forduló     |
| 5.    | FCSBKgy               | 9  | 2  | 3 | 4 | 13 | 14 | −1  | 31 | Európa-liga 1.selejtező forduló     |
| 6.    | Gaz Metan Mediaș      | 10 | 0  | 3 | 7 | 5  | 19 | −14 | 25 |                                     |

## Alsóház
Az alapszakasz nyolc csapata kétszer (14 mérkőzés csapatokonként) találkozik egymással. A csapatok pontjait megfelezték és felfelé kerekítettek.Az alsóház győztese a hetedik helyet szerzi meg a szezon teljes állása alapján, a második helyezett csapat – a 8., és így tovább.

### Alsóház tabella
| Hely. | Csapat             | M  | Gy | D | V | G+ | G– | Gk | P  | Továbbjutás vagy kiesés |
| ----- | ------------------ | -- | -- | - | - | -- | -- | -- | -- | ----------------------- |
| 7.    | Viitorul Constanța | 14 | 6  | 5 | 3 | 25 | 17 | +8 | 43 |                         |
| 8.    | Hermannstadt       | 12 | 6  | 4 | 2 | 18 | 14 | +4 | 35 |                         |
| 9.    | Sepsi OSK          | 13 | 4  | 5 | 4 | 19 | 17 | +2 | 34 |                         |
| 10.   | Academica Clinceni | 14 | 7  | 0 | 7 | 14 | 21 | −7 | 32 |                         |
| 11.   | Voluntari          | 14 | 6  | 3 | 5 | 16 | 12 | +4 | 31 |                         |
| 12.   | Politehnica Iași   | 14 | 5  | 4 | 5 | 17 | 17 | 0  | 30 |                         |
| 13.   | Dinamo București   | 9  | 2  | 2 | 5 | 8  | 11 | −3 | 25 |                         |
| 14.   | Chindia Târgoviște | 12 | 3  | 1 | 8 | 9  | 17 | −8 | 23 | osztályozó              |

## Osztályozó mérkőzés
Az első osztály 12. helyezettje mérkőzik a másodosztály 3.helyezett csapatával.
| 1. csapat          | Össz. | 2. csapat | 1. mérk. | 2. mérk. |
| ------------------ | ----- | --------- | -------- | -------- |
| Chindia Târgoviște | –     | Mioveni   | 2–0      | –        |

| 2020. augusztus 9. 18:00 |

| AFC Chindia Târgoviște | 2-0   | CS Mioveni |
| ---------------------- | ----- | ---------- |
| Bic 14' Ivancic 74'    | (1-0) |            |

| Ilie Oană Stadion, Ploiești Nézőszám: 0 |

| 2020. augusztus 12. 17:30 |

| CS Mioveni     | 1-1   | AFC Chindia Târgoviște |
| -------------- | ----- | ---------------------- |
| Herghelegiu 7' | (1-1) | Ivancic 45+1'          |

| Stadionul Dacia, Mioveni Nézőszám: 0 |

### Gólszerzők
Frissítve: 2020. június 16.
| Helyezés | Játékos            | Csapat                | Gól |
| -------- | ------------------ | --------------------- | --- |
| 1        | Denis Alibec       | Astra Giurgiu         | 11  |
| 1        | Florinel Coman     | FCSB                  | 11  |
| 1        | Gabriel Iancu      | Viitorul Constanța    | 11  |
| 4        | Alexandru Cicâldău | Universitatea Craiova | 10  |
| 4        | Valentin Gheorghe  | Astra Giurgiu         | 10  |
| 6        | Sergiu Buș         | Gaz Metan Mediaș      | 9   |
| 6        | Gabriel Debeljuh   | Hermannstadt          | 9   |
| 8        | Marius Constantin  | Gaz Metan Mediaș      | 8   |
| 8        | Ciprian Deac       | CFR Cluj              | 8   |
| 8        | Goran Karanović    | Sepsi OSK             | 8   |
| 8        | Jakub Vojtuš       | Academica Clinceni    | 8   |

### Nemzetközi szereplés
Az eredmények minden esetben a romániai labdarúgócsapatok szemszögéből értendőek.
(o) – otthon játszott, (i) – idegenben játszott mérkőzés.
| Csapat                | Kiírás          | Forduló          | Ellenfél           | 1. mérk. | 2. mérk. | Össz.      |
| --------------------- | --------------- | ---------------- | ------------------ | -------- | -------- | ---------- |
| CFR Cluj              | Bajnokok ligája | 1. selejtezőkör  | Asztana FK         | 1–0 (i)  | 3–1 (o)  | bün:3–2    |
| CFR Cluj              | Bajnokok ligája | 2. selejtezőkör  | Makkabi Tel-Aviv   | 1–0 (o)  | 2–2 (i)  | 3–2        |
| CFR Cluj              | Bajnokok ligája | 3. selejtezőkör  | Celtic FC          | 1–1 (o)  | 3–4 (i)  | 5-4        |
| CFR Cluj              | Bajnokok ligája | Rájátszás        | Slavia Praha       | 0–1 (o)  | 0–1 (i)  | 0-2        |
| CFR Cluj              | Európa-liga     | Csoportkör       | Celtic FC          | 2–0 (o)  | 0–2 (i)  |            |
| CFR Cluj              | Európa-liga     | Csoportkör       | SS Lazio           | 2-1 (o)  | 0–1 (i)  |            |
| CFR Cluj              | Európa-liga     | Csoportkör       | Stade Rennais FC   | 1–0 (o)  | 1–0 (i)  |            |
| CFR Cluj              | Európa-liga     | 16 közé jutásért | Sevilla FC         | 1–1 (o)  | 0–0 (i)  | i.l.g: 1-1 |
| FCSB                  | Európa-liga     | 1. selejtezőkör  | FC Milsami Orhei   | 2–0 (o)  | 2–1 (i)  | 4–1        |
| FCSB                  | Európa-liga     | 2. selejtezőkör  | Alashkert FC       | 3–0 (i)  | 2–3 (o)  | 5–3        |
| FCSB                  | Európa-liga     | 3. selejtezőkör  | FK Mladá Boleslav  | 0-0 (o)  | 1–0 (i)  | 1-0        |
| FCSB                  | Európa-liga     | Rájátszás        | Vitória SC         | 0–0 (o)  | 0–1 (i)  | 0-1        |
| Universitatea Craiova | Európa liga     | 1.selejtezőkör   | Səbail FK          | 3–2 (o)  | 3–2 (i)  | 6-4        |
| Universitatea Craiova | Európa liga     | 2.selejtezőkör   | Budapest Honvéd FC | 0–0 (o)  | 0–0 (i)  | bün:3-1    |
| Universitatea Craiova | Európa liga     | 3.selejtezőkör   | AÉK                | 0–2 (o)  | 1–1 (i)  | 1-3        |
| FC Viitorul Constanța | Európa liga     | 1.selejtezőkör   | KAA Gent           | 3–6 (i)  | 2–1 (o)  | 5-7        |